# Hydrovatus latipalpis
Hydrovatus latipalpis är en skalbaggsart som beskrevs av Olof Biström 1997. Hydrovatus latipalpis ingår i släktet Hydrovatus och familjen dykare. Inga underarter finns listade i Catalogue of Life.